# Гіллсборо (Міссурі)
Гіллсборо (англ. Hillsboro) — місто (англ. city) в США, в окрузі Джефферсон штату Міссурі. Населення — 3473 особи (2020).

## Географія
Гіллсборо розташоване за координатами 38°13′56″ пн. ш. 90°34′0″ зх. д. / 38.23222° пн. ш. 90.56667° зх. д. (38.232278, -90.566655).  За даними Бюро перепису населення США в 2010 році місто мало площу 9,46 км², уся площа — суходіл. В 2017 році площа становила 9,97 км², уся площа — суходіл.

## Демографія
Згідно з переписом 2010 року, у місті мешкала 2821 особа в 900 домогосподарствах у складі 623 родин. Густота населення становила 298 осіб/км².  Було 957 помешкань (101/км²).
Расовий склад населення:
| - 94,5 % — білих - 2,8 % — чорних або афроамериканців - 0,5 % — азіатів - 0,4 % — корінних американців |

До двох чи більше рас належало 1,3 %. Частка іспаномовних становила 2,0 % від усіх жителів.
За віковим діапазоном населення розподілялося таким чином: 27,9 % — особи молодші 18 років, 63,9 % — особи у віці 18—64 років, 8,2 % — особи у віці 65 років та старші. Медіана віку мешканця становила 29,2 року. На 100 осіб жіночої статі у місті припадало 108,3 чоловіків;  на 100 жінок у віці від 18 років та старших — 111,5 чоловіків також старших 18 років.
Середній дохід на одне домашнє господарство  становив 55 102 долари США (медіана — 49 120), а середній дохід на одну сім'ю — 58 657 доларів (медіана — 58 000). Медіана доходів становила 46 048 доларів для чоловіків та 33 603 долари для жінок. За межею бідності перебувало 14,0 % осіб, у тому числі 17,8 % дітей у віці до 18 років та 4,7 % осіб у віці 65 років та старших.
Цивільне працевлаштоване населення становило 1218 осіб. Основні галузі зайнятості: освіта, охорона здоров'я та соціальна допомога — 28,7 %, будівництво — 13,2 %, виробництво — 11,9 %, мистецтво, розваги та відпочинок — 10,8 %.